# University of California, Santa Barbara

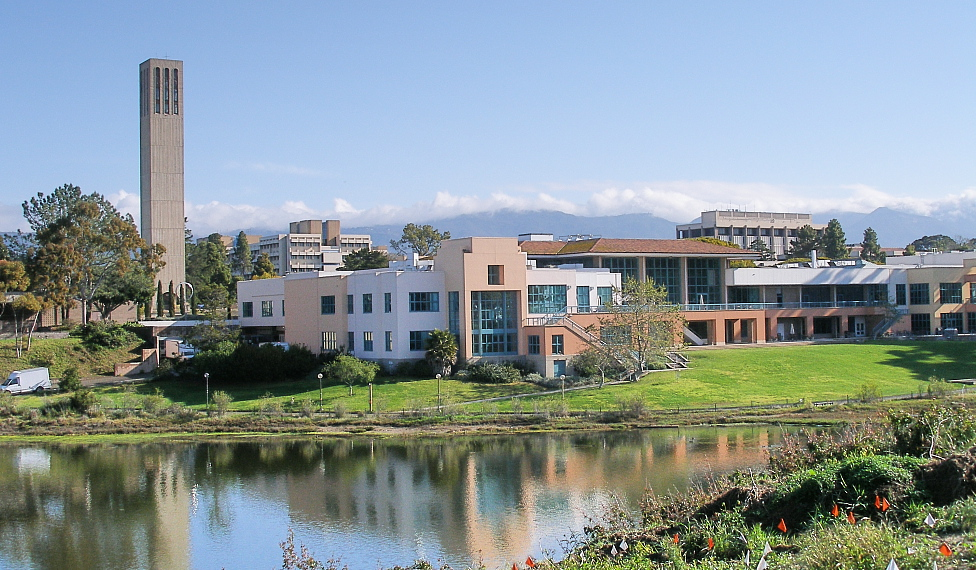
UCSB Campus

University of California, Santa Barbara (UCSB) är ett av tio campus som utgör University of California. Det har över 20 000 studenter och är beläget i Santa Barbara i Kalifornien.
Liksom övriga nio campus inom University of California har det i Santa Barbara en omfattande självständighet och fungerar i många avseenden som ett eget universitet.
UCSB rankades på 52:a plats i världen i Times Higher Educations ranking av världens främsta lärosäten 2019.